# Хайльсберг (замок)
Хайльсберг (нем. Burg Heilsberg, пол. Zamek biskupów warmińskich w Lidzbarku Warmińskim) — средневековый замок в городе Лидзбарк-Варминьски, в Варминьско-Мазурском воеводстве, Польша.

## История
Укрепления на месте крепости существовали задолго до прихода крестоносцев в Пруссию. Археологические раскопки свидетельствуют, что городище на месте замка существовало как минимум c X века.

### Ранний период
Первое упоминание о замке относится к 1350 году. По договорённости между рыцарями Тевтонского ордена и епископами Вармии земли при впадении реки Сымсарна в Лаву отходили во владение церковных властей. Строительные работы начались через год после официального переезда резиденции епископов Вармии из Орнета (нем. Wormditt) в Лидзбарк-Варминьски (нем. Heilsberg).
Строительство замка началось при епископе Германе Пражском и продолжалось до правления Генриха Сорбома. Комплекс был спланирован в форме квадрата со сторонами 48,5х48,5 метров. Небольшой внутренний двор окружали двухэтажные жилые здания.

### Новое время

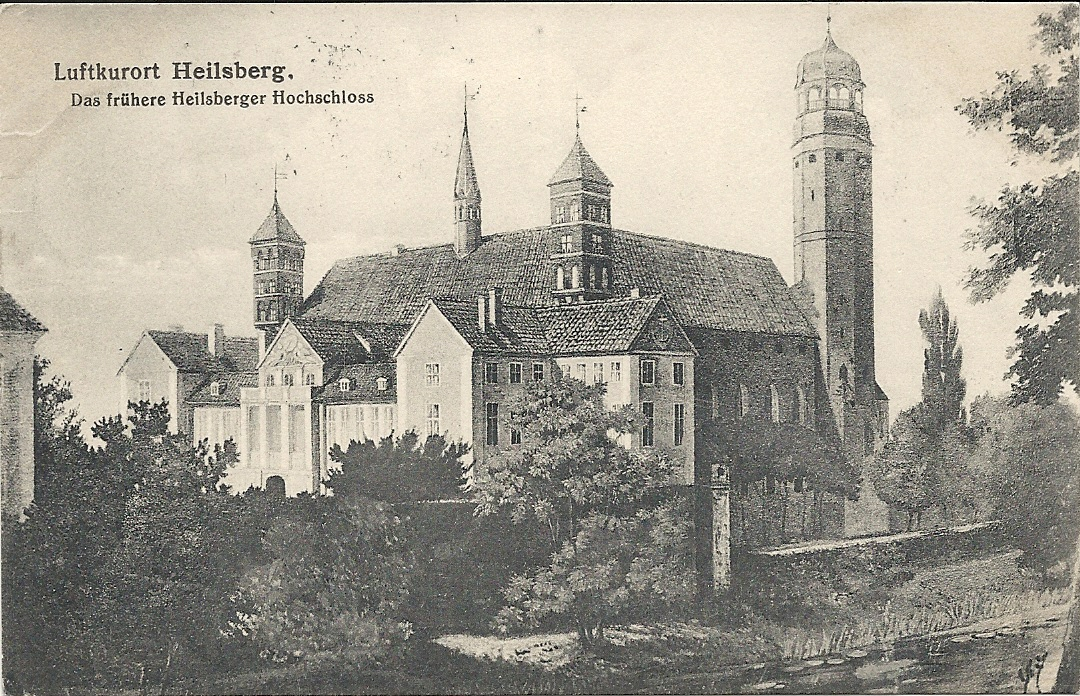
Изображение замка на литографии середины XIX века. Видна бывшая резиденция епископов, которая не сохранилась.

В XVII веке в замке была построена епископская резиденция. Работы были завершены в 1673 году. Покои возвели в южном крыле бывших покоев Варминских епископов. Инициатором строительства стал епископ Ян Стефан Выджга. Восемь последующих епископов проживали в этой резиденции. Однако в 1839—1840 годах её снесли. Остатки фундамента сохранились между южным крылом замка и сухим рвом, отделяющим цитадель от форбурга.
Епископы Вармии продолжали проживать в Хайльсберге до конца XVIII века. После Разделов Речи Посполитой земли, окружающие крепость, оказались в составе Пруссии. При этом замок фактически был заброшен. Некоторое время его использовали как казарму, а затем в качестве приюта для детей-сирот и больницы. При этом обветшавший замок продолжал разрушаться.
Во второй половине XIX века под руководством архитектора и археолога Александра Фердинанда фон Кваста была проведена реставрация замка. Именно его считают спасителем Хайльсберга от полного сноса.

### XX век
В 1945 году в ходе боевых действий Хайльсберг серьёзно пострадал. В частности оказалась утрачены старинные росписи алтаря замковой часовни.
После Второй мировой войны территория Пруссии была разделена между ПНР и СССР. Хайльсберг оказался под контролем польских властей. Замковый комплекс был восстановлен и отреставрирован.
В марте 1971 года в серии «Польские замки» была выпущена почтовая марка с изображением Хайльсберга номиналом 8,50 злотых. Автором рисунка стал Тадеуш Михалюк.

## Описание замка
Замок стоит на мысу, который образован реками Лава и Сымсарна. Соответственно с трёх сторон Хайльсберг защищён водой. При этом русла рек вокруг замка со временем значительно расширили. С южной стороны был прокопан широкий ров, через который по разборному мосту вёл единственный путь в крепость. С южной стороны для усиления обороны создали форбург. Так как рядом с главными замковыми воротами находилась мельница, то они получили название Мельничные. Перед форбургом прокопали ещё один широкий ров, который заполнен водой.
В северо-восточном углу замка разместили высокую смотровую башню, которая одновременно играла роль бергфрида. Башни в остальных четырёх углах появились значительно позднее. Их создали при епископе Лукаше Ватценроде после сильного пожара в 1442 году. Это были скорее декоративные башенки.
Хайльсберг мог обеспечить достаточно комфортное проживание для своих обитателей. В частности в подвале построили печи, которые отапливали помещения тёплым воздухом в холодное время года. Кроме того, в просторных подземельях устроили склады и тюрьму. В помещениях первого этажа замка расположились кухня (в западном крыле), пивоварня и пекарня (в северной части), склады продовольствия (в восточном крыле), а также оружейные мастерские и школа. Личные покои епископа, а также просторные залы для приёма гостей находились на втором этаже.
Форбург в настоящее время представляет собой не оборонительные сооружения, а жилые и представительские здания. О прежнем оборонительном значении напоминают только сохранившиеся надвратная башня XIV века и крупная круглая угловая башня, построенная в XVI веке. Образованная форбургом площадь окружена тремя двухэтажными зданиями. В разное время их внешний вид и предназначение серьёзно менялись. Восточное крыло в его нынешнем виде — это дворец, основанный епископом Адамом Грабовским. Южное крыло было добавлено в конце XVIII века вместо прежней крепостной стены.
Во дворе форбурга находится барочная статуя святой Екатерины. Памятник установлен в 1756 году при власти епископа Адама Грабовского.

## Современное использование
В настоящее время замок открыт для посещения. Здесь находится музей. В большинстве комнат размещены экспозиции об истории Вармии. Имеется постоянная выставка старинного оружия и амуниции. На первом этаже представлены коллекции готического искусства, а также портреты известных обитателей Хайльсберга. На втором этаже находится галерея, где выставлены картины польских художников XIX и XX веков (в том числе картины Юлиана Фалата и Юзефа Мехоффера). На третьем этаже расположилась коллекция икон. Здесь же находится галерея современной польской живописи (в том числе есть картины Ежи Дуда-Грача).
Часть подвала под восточным крылом отведена для временных выставок.
В бывшей трапезной установлено в качестве экспоната готической скульптуры надгробие епископа Легендорфа. Его изготовил в 1494 году нюрнбергский мастер Петер Вишер.

## Галерея

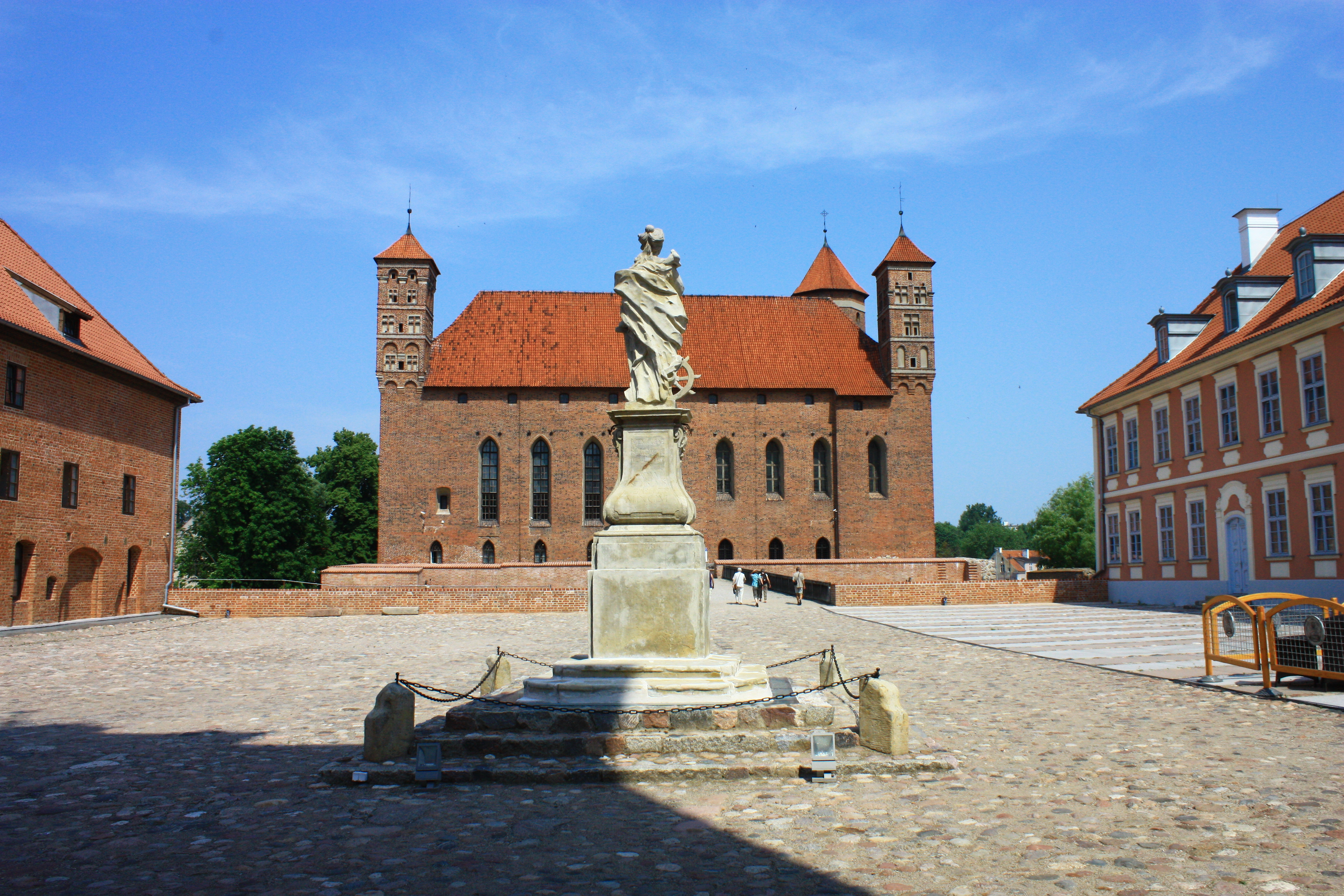
Площадь перед замком Хайльсберг
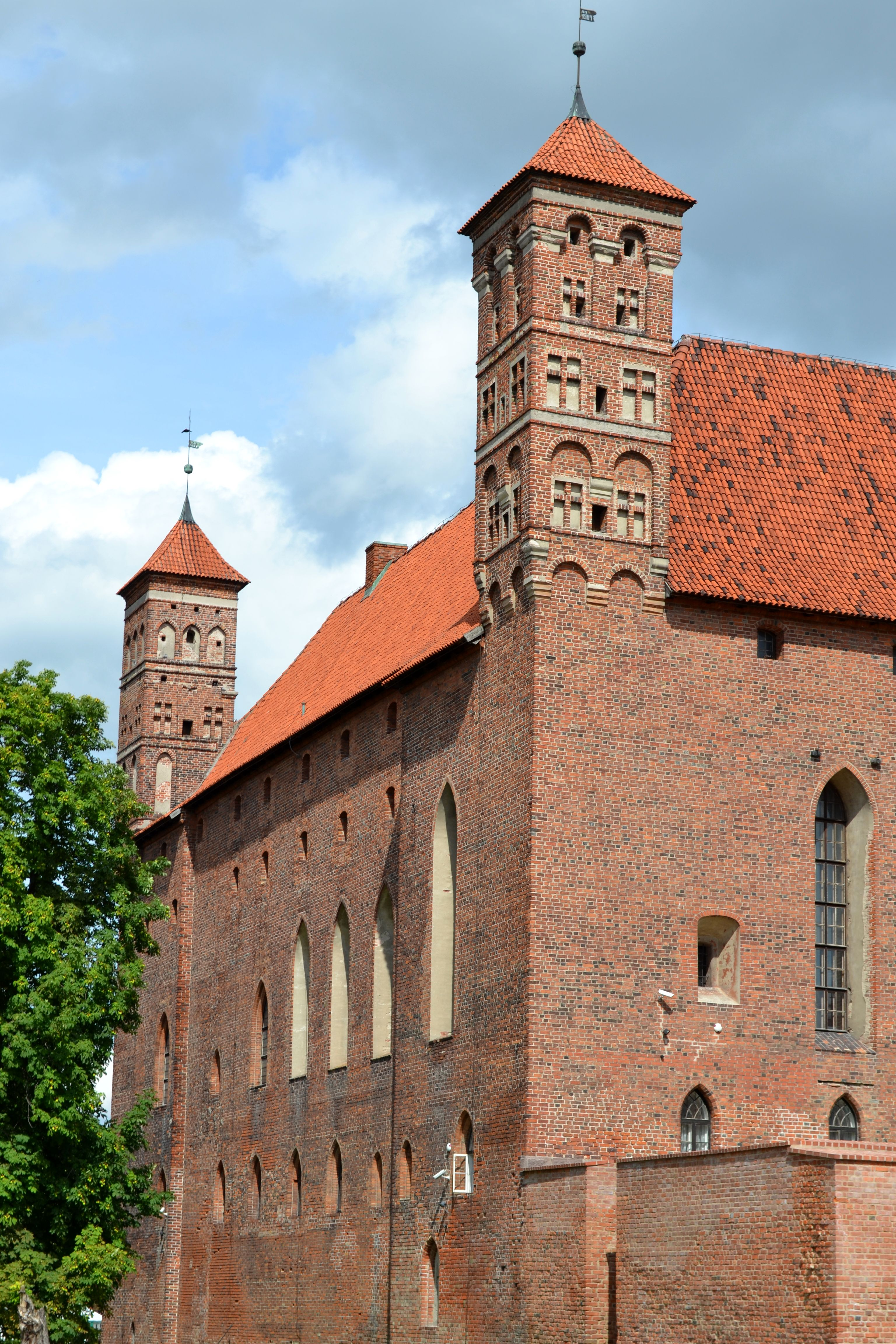
Угловые башни замка
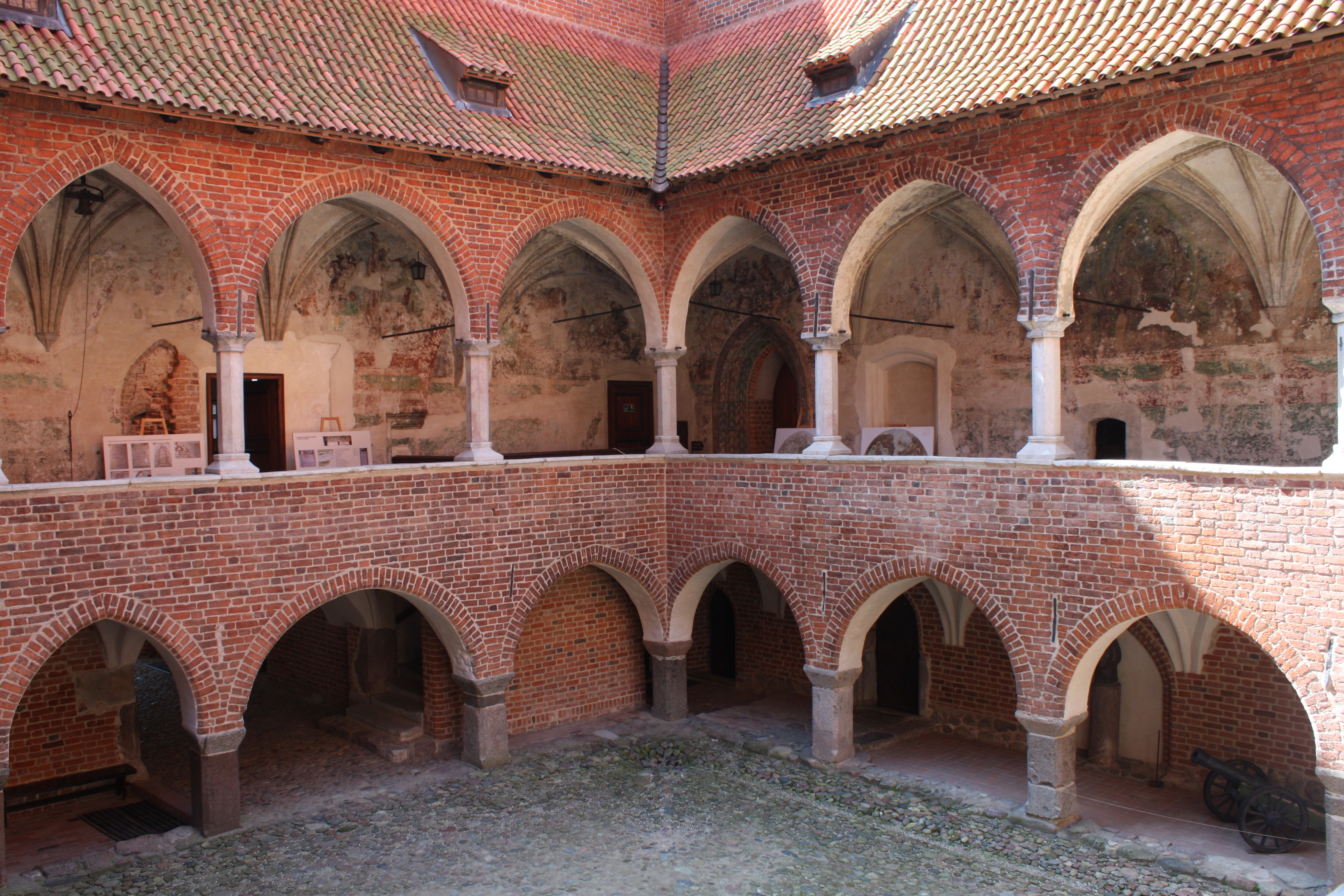
Галереи внутризамкового двора
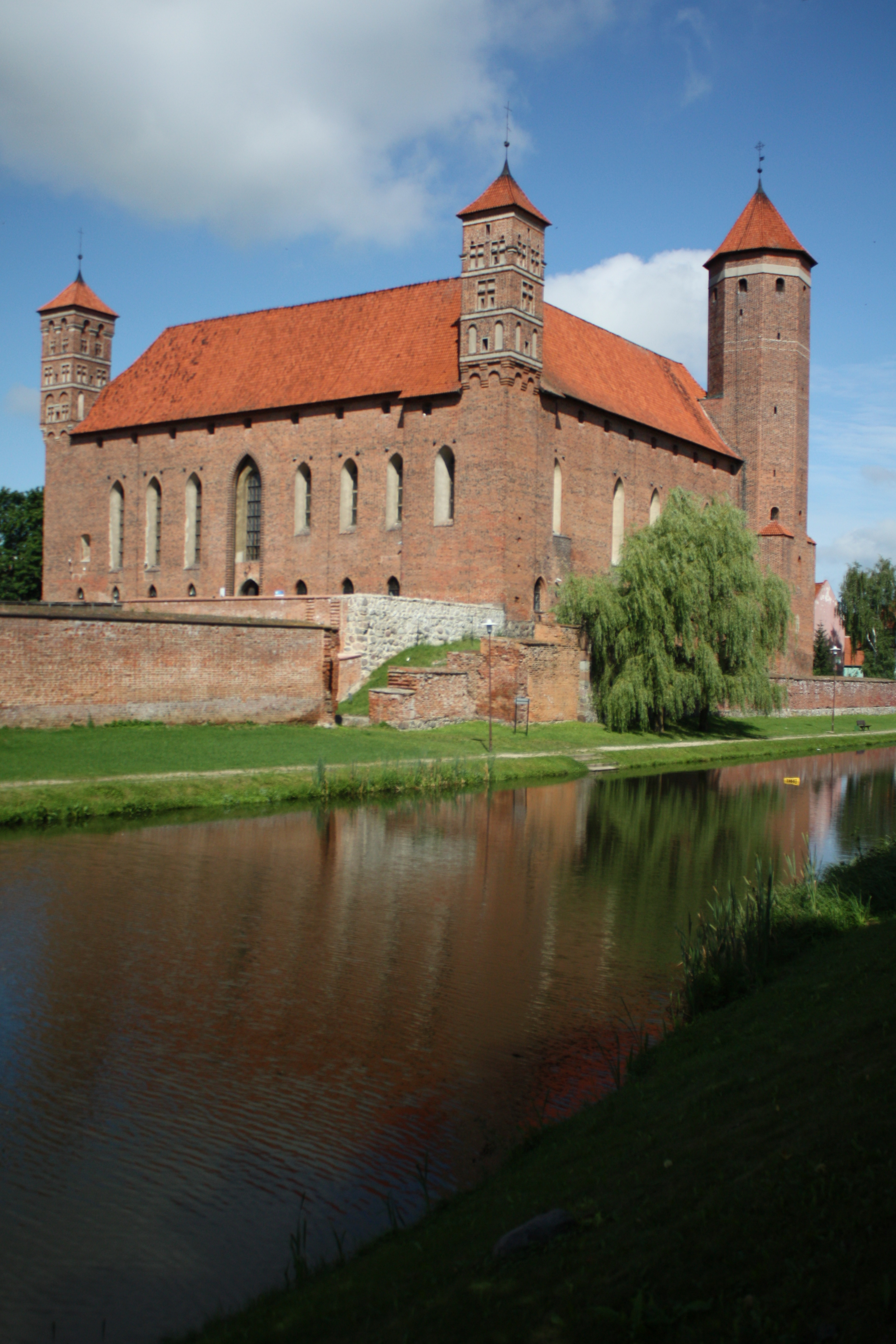
Вид замка со стороны реки Лава
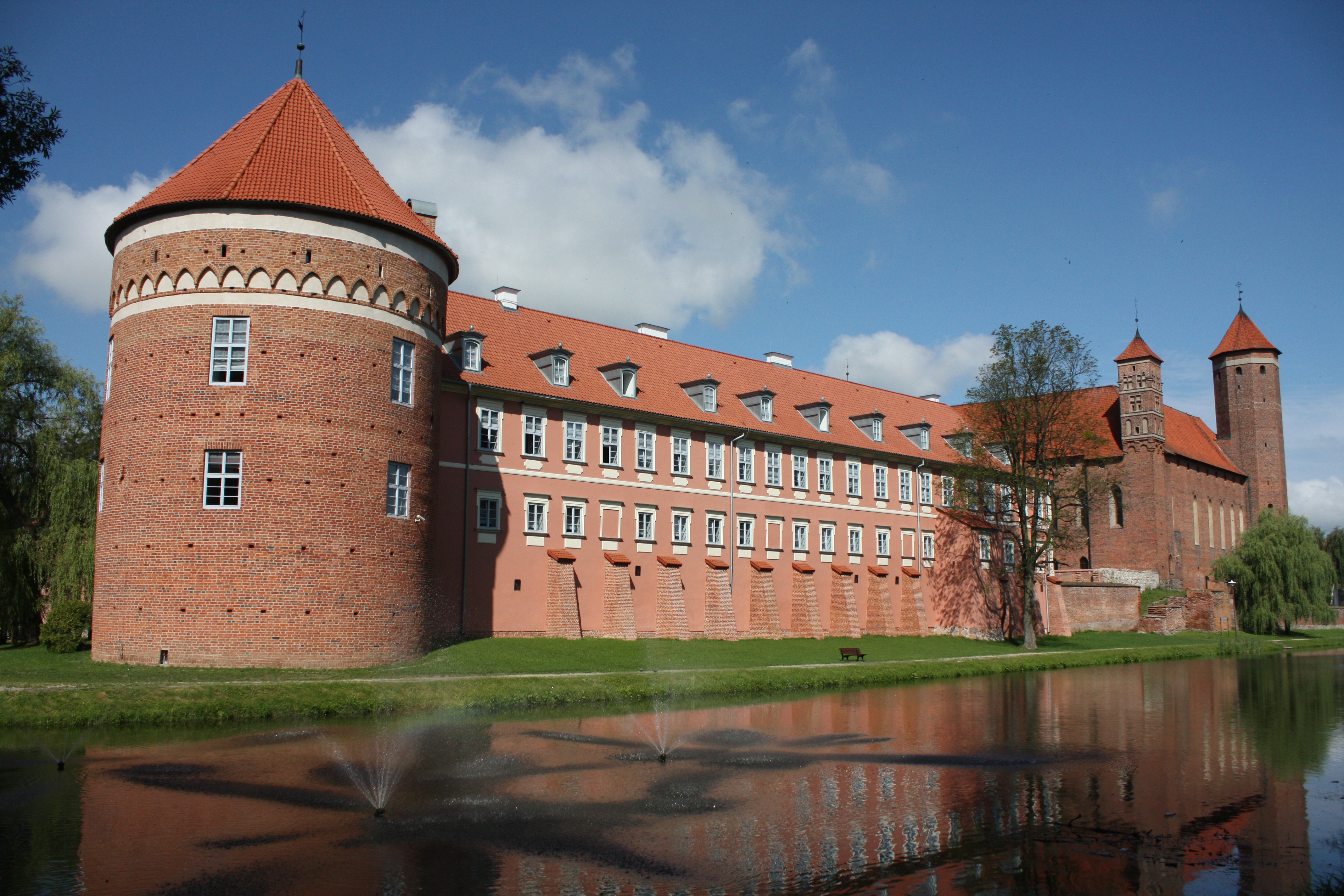
Предзамковые укрепления перестроенные в резиденцию